# Jorge Enrique Izaguirre Rafael
Jorge Enrique Izaguirre Rafael CSC (* 14. Januar 1968 in Casma, Ancash) ist ein peruanischer römisch-katholischer Ordensgeistlicher und Bischof von Chosica.

## Leben
Jorge Enrique Izaguirre Rafael trat der Kongregation vom Heiligen Kreuz bei und legte am 28. Januar 1992 die zeitliche und am 14. Januar 1996 die Ewige Profess ab. Am 15. Februar 1997 empfing er die Priesterweihe.
Papst Franziskus ernannte ihn am 11. Mai 2015 zum Prälaten von Chuquibamba. Die Bischofsweihe spendete ihm der Bischof von Chosica, Norbert Strotmann MSC, am 10. Juli desselben Jahres. Mitkonsekratoren waren sein Amtsvorgänger Mario Busquets Jordá und der emeritierte Bischof von Chimbote, Luis Armando Bambarén Gastelumendi SJ.
Am 27. Dezember 2023 bestellte ihn Papst Franziskus zum Bischof von Chosica. Die Amtseinführung fand am 24. Februar 2024 statt.
Jorge Izaguirre ist Vorsitzender der Comisión Episcopal de Acción Social (CEAS) der peruanischen Bischofskonferenz (CEP), die die caritative Arbeit der katholischen Kirche in Peru koordiniert.